# Cantheschenia grandisquamis
Cantheschenia grandisquamis és una espècie de peix de la família dels monacàntids i de l'ordre dels tetraodontiformes.

## Morfologia
- Els mascles poden assolir 26 cm de longitud total.
- Nombre de vèrtebres: 19.[4][5]

## Hàbitat
És un peix marí, de clima temperat i associat als esculls de corall que viu fins als 29 m de fondària.

## Distribució geogràfica
Es troba a Austràlia.

## Observacions
És inofensiu per als humans.